# ريم المنصوري
ريم بنت محمد المنصوري هي موظفة حكومية وسياسية قطرية. في عام 2017، عُيِّنت كإحدى أربع نساء في مجلس الشورى، لتصبح من أوائل البرلمانيات في البلاد.

## السيرة الذاتية
بعد الحصول على درجة البكالوريوس في علوم الحاسوب من جامعة قطر، نالت المنصوري درجة الماجستير في الذكاء الحسابي من جامعة بليموث في المملكة المتحدة، ثم ماجستير إدارة الأعمال من HEC باريس. بدأ العمل في الخدمة المدنية في قطر، حيث شغِلت مناصب رئيسة في تطوير المجتمع الرقمي وتطوير الصناعة الرقمية ضمن وزارة المواصلات والاتصالات.
في نوفمبر 2017، عُيِّنت المنصوري في مجلس الشورى بقرار من الأمير تميم بن حمد آل ثاني.